# COVID-19 в Івано-Франківській області
COVID-19 в Іва́но-Франкі́вській о́бласті — розповсюдження пандемії коронавірусу територією Івано-Франківській області.
Перший випадок появи коронавірусної хвороби було виявлено на території Івано-Франківської області 18 березня 2020 року.

## Хронологія

### 2020
23 лютого в рамках карантину на курорті Буковель було закрито кафе і ресторани, також в області було заборонено посадку й висадку пасажирів з потягів. 24 лютого в області було запроваджено блокпости та посилено карантин, регіон було закрито для транспортного сполучення.
26 лютого на Прикарпатті було посилено карантин, введено КПП та обов'язковий температурний скринінг.
З 12 березня в Івано-Франківській області запровадили карантин, котрий, як планувалося, буде тривати до 3 квітня, були заборонені: масові заходи, концерти, спортивні змагання. На три тижні було зачинено усі навчальні заклади.
18 березня в Івано-Франківську померла 56-річна жінка хвора на коронавірус, це був перший випадок виявлення хвороби в Івано-Франківській області і перший летальний випадок від COVID-19.
24 березня 2 медсестри інфікувалися в Івано-Франківській області.
30 березня в Івано-Франківську проведено 157 тестів, вірус виявлено у 57 осіб.
1 квітня в області було 65 інфікованих, 5 з них померли. 2 жінки померли в пологовому відділення лікарні, в лікарні також інфіковані 4 працівників лікарні.
2 квітня кількість інфікованих зросла до 74 осіб.
6 квітня в області зафіксовано сьомий летальний випадок, померла 72-літня жінка.
Станом на 7 квітня виявлено всього 160 випадків захворювання. На 8 квітня зареєстровано 187 хворих, 45 пацієнтів вилікувалось.
На ранок 11 квітня в області зареєстровано 254 випадки захворювання та 9 летальних випадків.
16 квітня було зафіксовано трьох інфікованих священослужителів, восьмеро інших під іпдозрою на інфікування, на цей день кількість хворих в області сягнула 401, зафіксовано 31 летальний випадок. На 24 квітня в області зафіксовано 644 інфікованих, 55 нових випадків за добу.
4 травня карантин продовжили до 22 травня (до цього карантин продовжували до 11 травня). У той же час деякі пом'якшення почнуть діяти вже з 11 травня.
5 травня кількість медиків, які хворіють на COVID-19, зросла до 236. На 6 травня в області 1037 випадків інфікування, 22 нових за добу.
16 червня в областу було посилено карантин, зокрема, закрито спортзали та фітнес-центри.
2 липня мер міста Руслан Марцінків повідомив, що лікарні Івано-Франківська не прийматимуть хворих на коронавірус через брак вільних місць. Цього дня у міських стаціонарах була 281 людина (186 у центральній лікарні міста й 95 у клінічній лікарні № 1).
6 серпня в облраді Івано-Франківська було виявлено спалах вірусу.
4 вересня Івано-Франківськ подав до Окружного суду Києва на Кабмін через включення міста до «червоної зони» карантину.
Станом на 27 жовтня в Івано-Франківську були заповненими всі лікарняні ліжка для пацієнтів з COVID-19, всього в лікарнях міста було 399 осіб з підозрою або підтвердженим вірусом.
19 листопада після бойкоту, область все ж ввела карантин вихідного дня. До цього в Івано-Франківську зробили суботу й неділю робочими днями для закладів громадського харчування, ТРЦ та іншого бізнесу, щоб таким чином обійти карантин вихідного дня.

### 2021
В лютому у Івано-Франківську було виявлено спалах коронавірусу, при цьому лікарні були переповненими, через це область було включено до «червоного» регіону захворюваності з 22 до 28 лютого і посилено карантин. 26 лютого в області розпочалася вакцинація, вакцини прибули в Україну 23 лютого із Індії.
2 березня 2021 року Перша міська клінічна лікарня була заповнена на 114 %. 9 березня в області було зафіксовано найбільшу захворюваність і смертність з початку епідемії. 29 березня в області почалося поступове послаблення карантину, на в'їздах до області було знято блокпости.
21 квітня під час вакцинації в області було зіпсовано майже 500 доз вакцини. Директора департаменту охорони здоров'я Івано-Франківської ОДА Володимир Дзьомбак повідомив, що це сталося через те, що у флаконах з Covishield немає градуювання, і медики не використовували залишкову дозу у флаконі, оскільки думали, що вона менша за інші.
У вересні мер Івано-Франківська Руслан Марцінків заборонив виплату матеріальної допомоги на лікування від COVID-19 невакцинованим жителям міста.

### 2022
21 січня 2022 року Івано-Франківська область була переведена в червону зону.
27 березня 2022 року Івано-Франківська область була переведена у помаранчеву зону.